# Белый, Анатолий Александрович

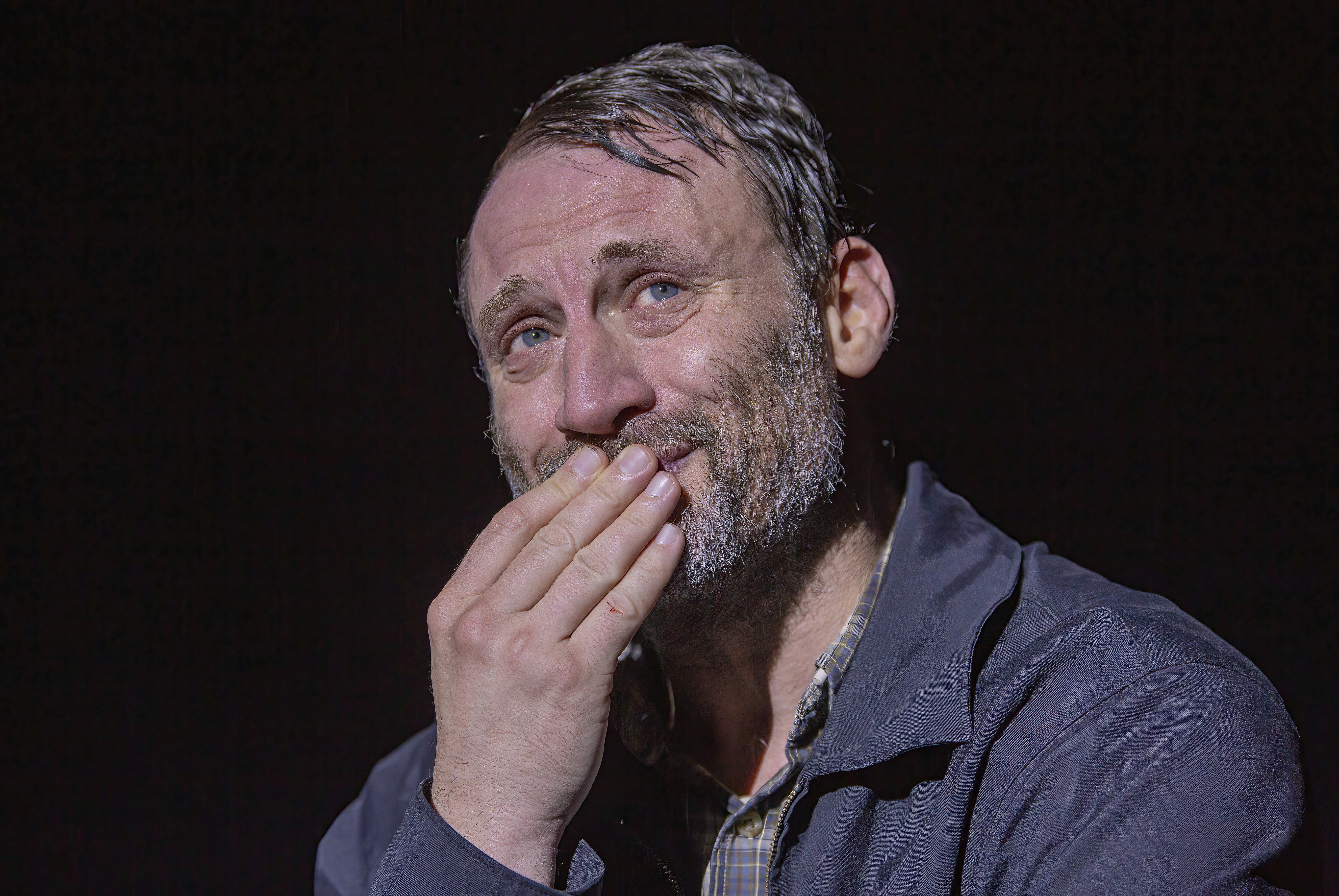
Анатолий Белый в спектакле Егора Трухина «Я здесь». Израиль, 2022 год

Анато́лий Алекса́ндрович Бе́лый (настоящая фамилия Ва́йсман; род. 1 августа 1972, Брацлав, Тульчинский район, Винницкая область, Украинская ССР, СССР) — российский и израильский актёр театра, кино, озвучивания и дубляжа, продюсер. Заслуженный артист Российской Федерации (2006).

## Биография
Родился 1 августа 1972 года в посёлке Брацлав в еврейской семье. Детство и школьные годы провёл в городе Тольятти, куда его родители приехали в 1968 году в связи с работой на строительстве Волжского автомобильного завода.
Окончив в 1989 году школу в Тольятти, поступил в Куйбышевский авиационный институт, где учился по специальности «электронно-вычислительные машины, системы, комплексы и сети». Параллельно с учёбой в институте увлекался игрой на гитаре, участвовал в КВН, играл в народном молодёжном театре.
Участвуя в народном молодёжном театре, понял, что специальность, на которую он учится — «не его», Белый уехал в Москву и поступил в театральное училище им. М. С. Щепкина (мастерская Николая Афонина), которое окончил в 1995 году.
Проходил срочную воинскую службу в Театре Российской армии.
С 1998 года — актёр Театра им. Станиславского, с 2003 по 2022 год — актёр Московского Художественного театра им. А. П. Чехова. 25 сентября 2015 года открывал театрализованные онлайн-чтения произведений А. П. Чехова «Чехов жив».
С детства увлекается спортом. Мастер спорта по акробатике и имеет навыки в фехтовании.
Псевдоним Белый — это перевод фамилии с идиша на русский. Нередко в титрах указывался под фамилией Вайсман. Фамилия Вайсман образована от слов «weiss» («белый») и «Mann» («человек»).
В 2013 году, Белый принял участие как актёр в фильме-катастрофе «Метро».
В 2021 году Белый сыграл в апокалиптической драме «КАРАнтин» режиссера Дианы Ринго, а в 2022 году — в фантастической картине «Мира» Дмитрия Киселёва.
В 2024 году Белый осуществил русскоязычную озвучку документального фильма Стивена Спилберга «Освенцим».
В 2025 году фильм «Два прокурора» режиссёра Сергея Лозницы с участием Анатолия Белого был включён в основную конкурсную программу 78-го Каннского кинофестиваля.
Работает в театре «Гешер» в Тель-Авиве (Израиль).

## Общественная позиция
Выступил против военного вторжения России на Украину, в июле 2022 года уволился из МХТ и уехал из России в Израиль.
В августе 2023 года был одним из организаторов кампании по отмене гастролей театра Ленком в Тель-Авиве, по причине поддержки большинством актёров театра вторжения России на Украину.
15 декабря 2023 года внесён Минюстом России в реестр иностранных агентов.

## Семья
Первая жена (1995—2006): Марина Голуб (1957—2012) — актриса и телеведущая. Брак бездетный.
Вторая жена (с 2006): Инесса Вайсман (в девичестве Москвичёва) — дизайнер; у неё от первого брака дочь — Екатерина (род.1998). Брак с Москвичёвой зарегистрирован 1 июня 2013 года.
Дети от второго брака: сын — Максим (род. 19.06.2007), дочь — Виктория (род. 29.06.2010).

## Творчество

### Театральные работы
- «Ромео и Джульетта» Шекспира. Режиссёр: Роберт Стуруа, продюсерский центр «Новый глобус» — Меркуцио
- «Мата Хари». Режиссёр: Ольга Субботина, «Стрелков театр» совместно с Театром «А Парте» — Андрей
- «Кукушка», антреприза П. Гладилина
- «Пленные духи». Режиссёр: Владимир Агеев — Андрей Белый
- «Обломoff». Режиссёр: Михаил Угаров — Штольц
- «Москва — открытый город» — миниспектакль «Сет-2». Режиссёр: Ольга Субботина
- «Откровенные полароидные снимки». Режиссёр: Кирилл Серебренников — Виктор
- «А.-это другая». Режиссёр: Ольга Субботина — Герд
- «Трансфер». Режиссёр: Михаил Угаров — Алексей
- «Белая гвардия» М. А. Булгакова. Реж. Сергей Женовач — Шервинский
- «Король Лир». Режиссёр: Тадаси Судзуки — Лир
- «Примадонны» Режиссёр: Евгений Писарев — пастор Дункан
- «Человек-подушка» Мартин Макдонах. Режиссёр: Кирилл Серебренников — Катуриан
- «Изображая жертву» по одноимённой пьесе Братьев Пресняковых — несколько ролей. Режиссёр: Кирилл Серебренников.
- «Чайка» А. П. Чехова. Режиссёр: Олег Ефремов, версия 2001 года — реж. Н. Скорик — Тригорин.
- «Розенкранц и Гильденстерн мертвы» Тома Стоппарда. Режиссёр: Павел Сафронов, «Другой театр» — Гильденстерн.
- «Обрыв» по И. Гончарову — реж. Адольф Шапиро. — РайскийАнатолий Белый в постановке Артура Соломонова «Как мы хоронили Иосифа Сталина». Израиль. 2024

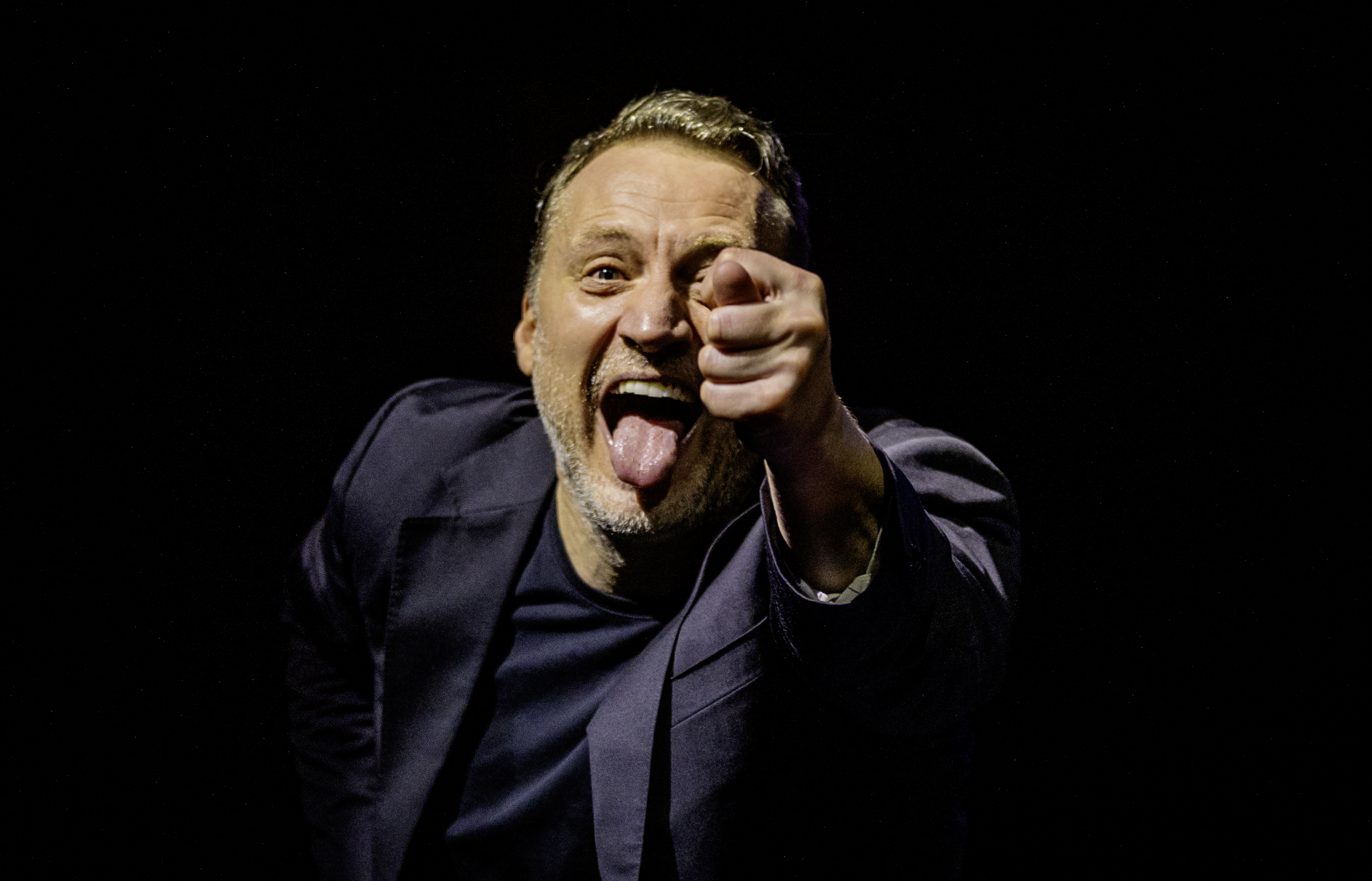
Анатолий Белый в постановке Артура Соломонова «Как мы хоронили Иосифа Сталина». Израиль. 2024

- «Дуэль» по А. П. Чехову — реж. А. Яковлев — Лаевский
- «Терроризм» — реж. Кирилл Серебренников — несколько ролей
- «Горе от ума» — реж. О.Меньшиков — Загорецкий
- «Двенадцатая ночь», «Укрощение строптивой» — реж. Владимир Мирзоев — Себастьян, Люченцио
- «Мастер и Маргарита» по одноимённому произведению М. А. Булгакова — реж. Янош Сас — Мастер
- «Околоноля» — реж. Кирилл Серебренников — Егор
- «Я здесь» — реж. Егор Трухин — Человек
- «Как мы хоронили Иосифа Виссарионовича» по пьесе А. Соломонова; реж. Юваль Илин — Сталин[16].
- «Серёжа» — реж. Дмитрий Крымов — Алексей Каренин
- «Не смотри назад» по мотивам пьесы Жана Ануя «Эвридика» — реж. Римас Туминас — отец Орфея[17]
- «Преступление и наказание» Ф. М. Достоевского — реж. Александр Молочников — Мармеладов[18].

### Фильмография

#### Актёр
- 1996 — Короли российского сыска
- 1999 — Мама — сутенёр
- 2001 — Идеальная пара
- 2001 — Обыкновенные дни — Ларик
- 2001 — Хозяин империи — Олег
- 2002 — Бригада — помощник Игоря Введенского
- 2002 — Дневник убийцы — Илья, бывший однокурсник Полины
- 2003 — Спас под берёзами — бизнесмен Лысый
- 2003 — Вкус убийства
- 2003 — Невеста по почте / Mail Order Bride (Италия-США-РФ) — танцор
- 2003 — Воры и проститутки. Приз — полёт в космос — охранник Васи Сталина
- 2004 — Наваждение — следователь Соболь
- 2005 — Талисман любви — Александр Уваров
- 2005 — Умножающий печаль — Александр Серебровский
- 2006 — Волкодав из рода Серых Псов — Винитар
- 2006 — Кинофестиваль — Пашка Жук
- 2006 — Жесть — Александр
- 2006 — Седьмой день — Николай
- 2007 — Давай поиграем — доктор Аполлон Карлович
- 2007 — На пути к сердцу — Алексей Ковалев, кардиохирург
- 2007 — Никогда не забуду тебя! — Владимир Волин
- 2007 — Параграф 78 — Спам
- 2007 — Ярик — Борис
- 2008 — Господа офицеры: Спасти императора — комиссар Бейтикс
- 2008 — Застава Жилина — Терейкин, старший лейтенант, начальник заставы
- 2008 — Месть: Обратная сторона любви — Андрей Житков
- 2008 — Никто, кроме нас — сокурсник Евгения Левашова
- 2008 — Пари — Игорь
- 2008 — Самая красивая 2 — Андрей Сорин
- 2008 — Северный ветер — Всеволод Гринько
- 2008 — Тихая семейная жизнь — Глеб
- 2008 — Храни меня дождь — Евгений Стеклов
- 2008 — Эхо из прошлого — Виктор Жуков
- 2009 — Братья Карамазовы — Иван Карамазов
- 2009 — Одна семья — Жуков, директор детского дома
- 2009 — Желание — Виктор, архитектор
- 2009 — По следу Феникса — Алексей
- 2009 — Фонограмма страсти — Косбуцкий
- 2010 — Багровый цвет снегопада — Константин Герстель, брат Ксении
- 2010 — Зона турбулентности
- 2010 — В стиле Jazz — актёр
- 2010 — Сорок третий номер — Андрей Голота
- 2010 — Частный сыск полковника в отставке — Денис Конышев
- 2010 — Кто я? — следователь
- 2011 — Фурцева — Никита Всеволожский
- 2011 — О чём ещё говорят мужчины — Валера, сотрудник ФСБ, у которого была «5» по русскому языку
- 2011 — Пандора — Андрей Витяев
- 2011 — Долина роз — Нуно
- 2012 — 1812: Уланская баллада — Кикнадзе
- 2012 — Август. Восьмого — Алексей, советник президента
- 2012 — Стальная бабочка — Григорий Ханин, опер
- 2012 — Длинноногая и ненаглядный — Николай Эрдман
- 2013 — Метро — Влад Константинов
- 2013 — Вангелия — Алексей Незнамов, советский разведчик, врач-гипнотизёр
- 2013 — Брак по завещанию 3. Танцы на углях — Илья Ковалёв
- 2013 — Я тебя никогда не забуду — Сергей, водитель
- 2013 — Обнимая небо — Иван Котов (взрослый)
- 2013 — Марафон — Станислав, ватерполист
- 2013 — Городские шпионы — Андрей Шпагин
- 2014 — Шагал — Малевич — Казимир Малевич
- 2014 — Куприн. Яма — муж Веры
- 2015 — А зори здесь тихие… — товарищ «Третий», майор
- 2015 — Орлова и Александров — Григорий Александров
- 2015 — Бармен — обычный бармен
- 2015 — Война полов — Константин Евсеевич
- 2015 — Снег и пепел — Зиновий Борисович Вельяминов, полковник
- 2015 — Наследники — Герман Борисович Звонаревский, политолог
- 2015 — Срочно выйду замуж — Николай
- 2015 — SOS, Дед Мороз, или Всё сбудется! — Николай Андреевич Орлов, директор «Авторадио»
- 2016 — Чистое искусство — следователь
- 2016 — Закрой глаза — папа Фоки
- 2016 — Стена — король Сигизмунд III
- 2016 — Мотылёк — Серж
- 2016 — Я любить тебя буду, можно? — Вадим
- 2017 — Взрывная волна — Денис Брунов
- 2017 — Оптимисты — Черных
- 2017 — Доктор Рихтер — доктор Лев Викторович Жарков
- 2017 — Дом фарфора — Валерий Лужин, генерал КГБ
- 2017 — Перепутанные — Борис Морозов
- 2017 — Садовое кольцо — Андрей
- 2017 — Портрет второй жены — Юрий Ратников
- 2018 — День до — отец Мишки и Насти
- 2018 — Ворона — майор Сергей Кабанов, следователь СК
- 2019 — Вокально-криминальный ансамбль — Аркадий Семёнович Золотаревский, певец
- 2019 — Колл-центр — Игорь Маркович Зуев, подполковник ФСБ
- 2020 — Пассажиры — Игорь
- 2021 — Love — Максим
- 2021 — КАРАнтин — Феликс
- 2021 — Мастер — Василий Николаевич Кузнецов
- 2021 — Я не шучу — Олег
- 2021 — Клиника счастья — Константин
- 2021 — Моя большая тайна — Борис Богучевский, отчим Стаса
- 2021 — Универ. 10 лет спустя — Андрей Викторович Берёзкин, юрист
- 2022 — Чёрная весна — Константин Анатольевич Хенкин, майор полиции
- 2022 — Всё нормально — Миша
- 2022 — Ева, рожай! — Илья
- 2022 — Кошка — Сергей Седов
- 2022 — Мира — Арабов
- 2022 — Darknet — Игорь Войт
- 2023 — Синяя папка. История братьев Стругацких — Борис Стругацкий
- 2023 — Этюды о свободе II — Катков
- 2025 — Русское подворье — Андрей Чадов

- 2025 — Два прокурора — Андрей Вышинский

#### Дубляж

##### Фильмы

###### Киану Ривз
- 2001 — Хардбол — Конор О’Нил[19]
- 2003 — Любовь по правилам и без — доктор Джулиан Мерсер[19]

###### Эрик Бана
- 2003 — Халк — Брюс Бэннер / Халк[19]
- 2004 — Троя — Гектор[20]

###### Другие фильмы
- 2001 — Мексиканец — Джерри Уэлбах (Брэд Питт)[20]
- 2002 — Идентификация Борна — профессор /специалист #2 (Клайв Оуэн / Джош Хэмилтон)[19]
- 2002 — Властелин колец: Две крепости — Эомер (Карл Урбан)[19]
- 2004 — Двенадцать друзей Оушена — Франсуа Тулур / ночной лис (Венсан Кассель)[19]
- 2004 — Знакомство с Факерами — Кевин Рейли (Оуэн Уилсон)[19]
- 2005 — Переводчица — Тобин Келлер (Шон Пенн)[19]
- 2010 — Король говорит! — Король Эдуард VIII (Гай Пирс)[19]
- 2013 — Ромео и Джульетта — синьор Капулетти (Дэмиэн Льюис)[21]
- 2014 — Дракула — князь Влад Дракула (Люк Эванс)[19]
- 2017 — Праздничный переполох — Джеймс (Жиль Лелуш)[22]

#### Озвучивание мультфильмов
- 2006 — Князь Владимир — Ярополк
- 2007— Шрек 3 — Принц Чарминг[23]

#### Озвучивание
- 2017 — Медведи Камчатки. Начало жизни (документальный) — закадровый голос
- 2024 — Освенцим (документальный, продюсер Стивен Спилберг) — закадровый голос[5]

## Награды и призы
- 2001 — Театральная премия «Комсомольской правды» за роль Штольца в спектакле «Обломоff».
- 2002 — Лауреат театральной премии «Чайка
» в номинации «Некоторые любят погорячее» за роль в спектакле «Откровенные полароидные снимки» совместно с Евгением Писаревым.
- 2003 — Лауреат театральной премии «Чайка» в номинациях «Маска Зорро» за лучшую мужскую роль и «Синхронное плавание» совместно со своими партнёрами по спектаклю за спектакль «Пленные духи».
- 2006 — «Заслуженный артист Российской Федерации».
- 2007 — Лауреат театральной премии «Чайка» в номинациях «Маска Зорро» (лучшая драматическая роль) и «Синхронное плавание» совместно со своими партнёрами по спектаклю за спектакль «Человек-подушка».
- 2008 — Лауреат премии Благотворительного фонда Олега Табакова вместе с другими создателями спектакля «Человек-подушка» МХТ им. А. П. Чехова, режиссёр Кирилл Серебренников, художник Николай Симонов, актёрский ансамбль: Анатолий Белый, Алексей Кравченко, Сергей Сосновский, Юрий Чурсин) «За способность открывать новые возможности актёрского искусства в познании причудливых извивов человеческой психики».